# Hera Patera
L'Hera Patera è una struttura geologica della superficie di Marte.